# Andrés Rojas

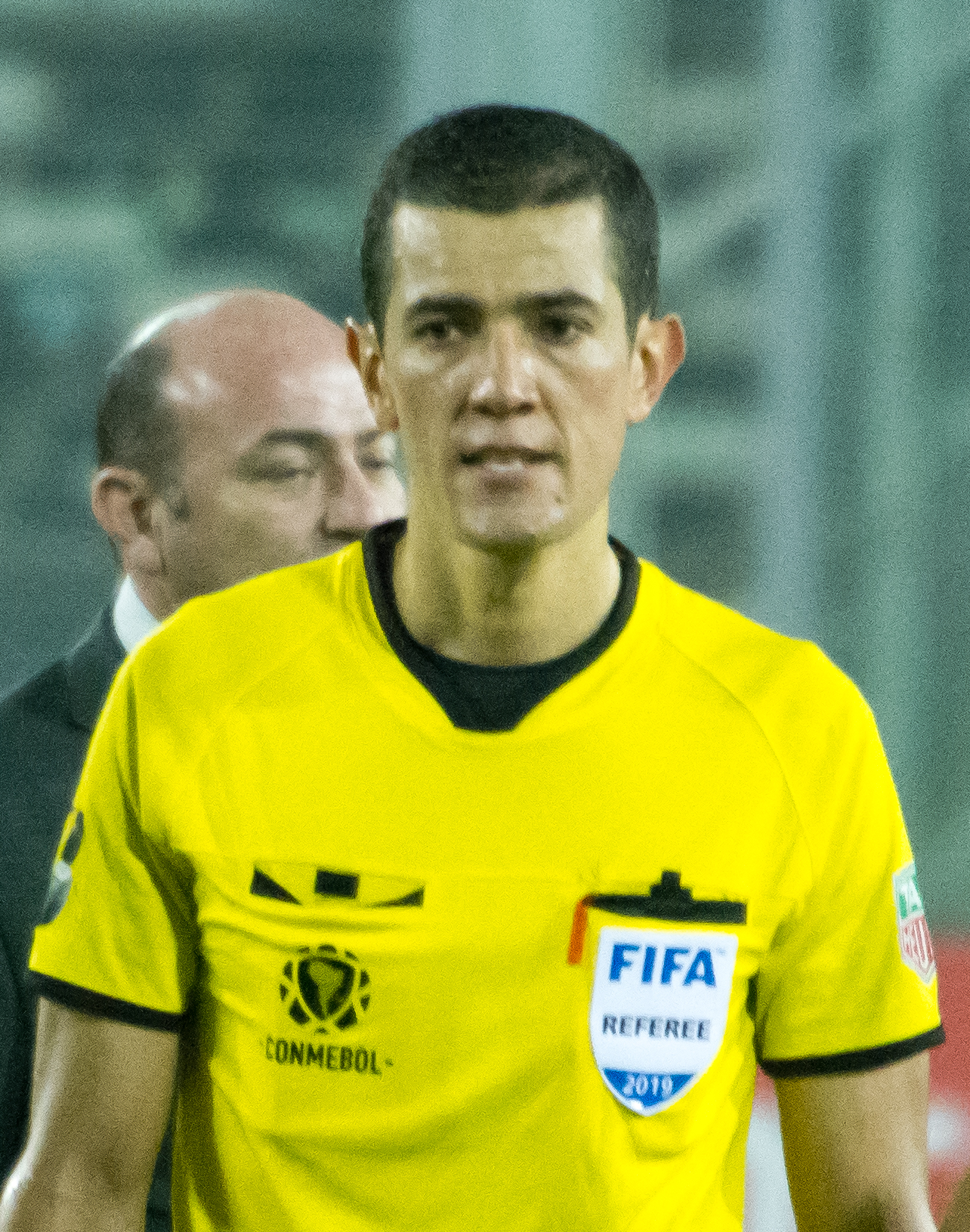
Andrés Rojas (2019)

Andrés José Rojas Noguera (* 12. Mai 1984) ist ein kolumbianischer Fußballschiedsrichter.
Rojas ist seit Februar 2012 Schiedsrichter in der ersten kolumbianischen Fußballliga und hat in dieser bereits über 215 Partien geleitet.
Seit 2017 steht Rojas auf der Liste der FIFA-Schiedsrichter und leitet internationale Fußballpartien, unter anderem wird er regelmäßig in der Copa Libertadores (26 Spiele) und der Copa Sudamericana (18 Spiele) eingesetzt.
Rojas wurde bisher zwei Mal für die Copa América nominiert. Bei der Copa América 2019 in Brasilien und bei der Copa América 2021 in Brasilien leitete Rojas jeweils ein Gruppenspiel.
Am 7. April 2021 pfiff Rojas das Hinspiel der Recopa Sudamericana 2021 zwischen CSD Defensa y Justicia und Palmeiras São Paulo (1:2) in Florencio Varela. Im Juli 2021 wurde Rojas von der CONMEBOL nach groben Fehlentscheidungen in einem Spiel der Copa Libertadores gemeinsam mit dem Videoschiedsrichter Derlis López auf unbestimmte Zeit suspendiert.
Bei der U-15-Südamerikameisterschaft 2017 in Argentinien und bei der U-17-Weltmeisterschaft 2019 in Brasilien leitete Rojas jeweils zwei Gruppenspiele. Bei der U-20-Weltmeisterschaft 2019 in Polen wurde er als Videoschiedsrichter eingesetzt. Zudem leitete Rojas Spiele in der Categoría Primera B, in der Copa Colombia, in der Südamerika-Qualifikation für die Weltmeisterschaft 2022 in Katar (ein Spiel) sowie Freundschaftsspiele.
Rojas kommt aus Bogotá.